# 克羅比亞

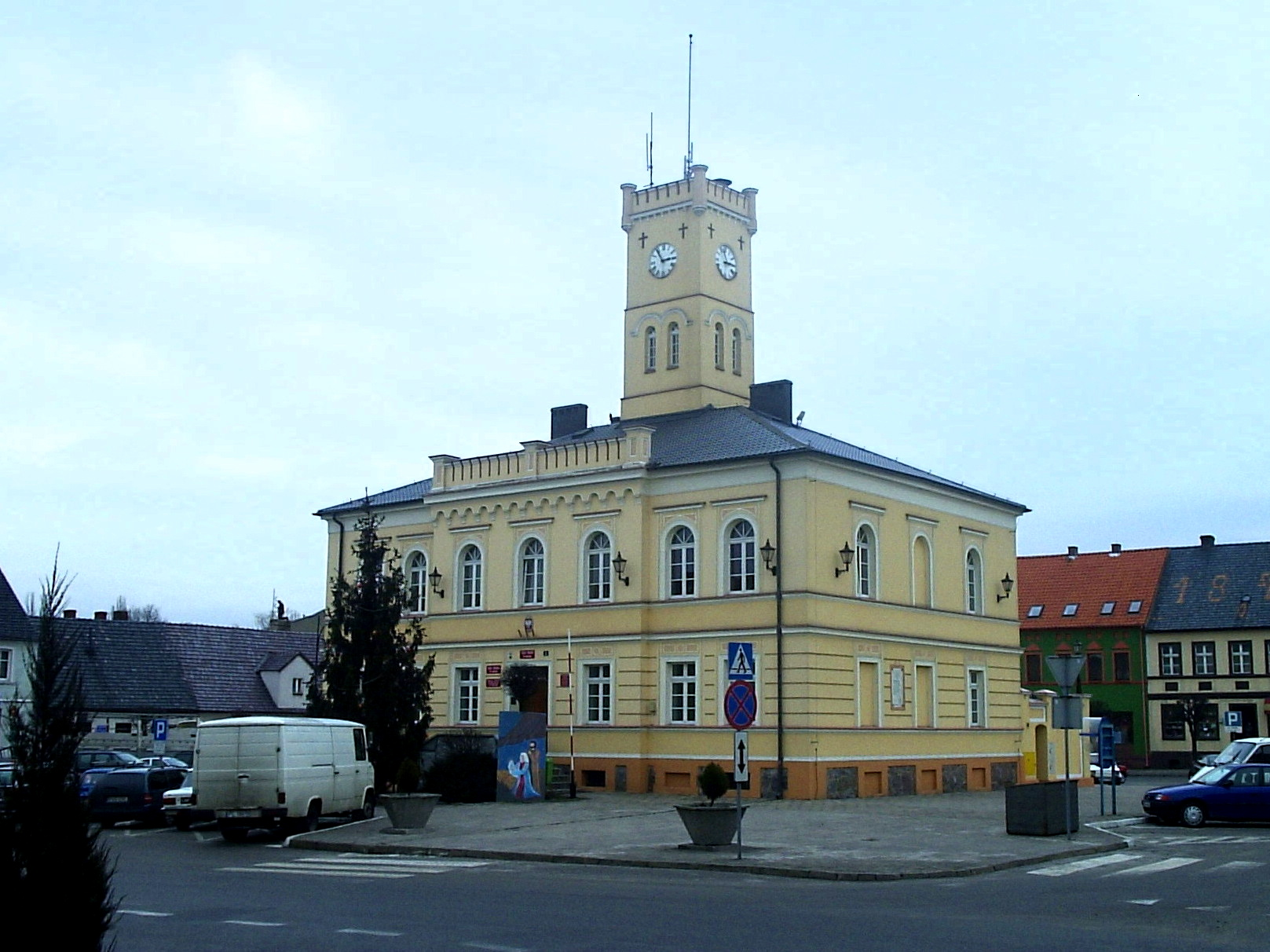

克羅比亞是波蘭的城鎮，位於該國西部，由大波蘭省負責管轄，面積7.05平方公里，海拔高度117米，2012年人口4,219。在第二次瓜分波蘭中，該鎮在1793年被納入普魯士王國管治範圍。
51°47′00″N 16°59′00″E / 51.78333°N 16.98333°E